# Aish tamid
Aish tamid (אש תמיד) é a chama eterna que ardia no altar do tabernáculo judeu. Na prática judaica moderna, o Aish tamid é mantido vivo simbolicamente através da oração diária e estudo da Torá.
Matisyahu, cantor judeu estadunidense de reggae, tem um single chamado "Aish Tamid", onde se pode ouvir "Aish tamid eternally, fire burns continuously"(significado: "Aish Tamid eternamente, o fogo arde continuamente").